# Лодај (Калифорнија)
Лодај (енгл. Lodi) град је у америчкој савезној држави Калифорнија. По попису становништва из 2010. у њему је живело 62.134 становника.

## Демографија
Према попису становништва из 2010. у граду је живело 62.134 становника, што је 5.135 (9,0%) становника више него 2000. године.
| Група             | 2000.          | 2010.          |
| Белци             | 36.200 (63,5%) | 33.194 (53,4%) |
| Афроамериканци    | 344 (0,6%)     | 517 (0,8%)     |
| Азијати           | 2.881 (5,1%)   | 4.293 (6,9%)   |
| Хиспаноамериканци | 15.464 (27,1%) | 22.613 (36,4%) |
| Укупно            | 56.999         | 62.134         |